# Almirante Simpson (1896)
Almirante Simpson – chilijska kanonierka torpedowa z przełomu XIX i XX wieku. Okręt został zwodowany w 1896 roku w brytyjskiej stoczni Cammell Laird w Birkenhead, a w skład Armada de Chile wszedł w tym samym roku. W 1907 roku kanonierka została sprzedana Ekwadorowi, gdzie wszedł do służby pod nazwą „Libertador Bolivar”. Jednostka została wycofana ze służby w 1932 roku i następnie złomowana.

## Projekt i budowa
„Almirante Simpson” został zamówiony przez rząd Chile w Wielkiej Brytanii, podobnie jak pozyskane wcześniej okręty typu Almirante Lynch . Okręt miał stalowy kadłub, taranowy dziób, podniesioną część dziobową i rufową, dwa maszty i umieszczone blisko siebie dwa kominy .
„Almirante Simpson” zbudowany został w stoczni Cammell Laird w Birkenhead. Stępkę okrętu położono w 1895 roku, a zwodowany został w 1896 roku .

## Dane taktyczno-techniczne
Okręt był kanonierką torpedową o długości między pionami 73,2 metra, szerokości 8,38 metra i maksymalnym zanurzeniu 4,27 metra . Wyporność normalna wynosiła 800 ton . Siłownię okrętu stanowiły dwie maszyny parowe potrójnego rozprężania o łącznej mocy 4500 KM, do których parę dostarczały cztery kotły Normand . Prędkość maksymalna napędzanego dwiema śrubami okrętu wynosiła 21,5 węzła. Okręt zabierał zapas 100 ton węgla, co zapewniało zasięg wynoszący 4000 Mm przy prędkości 11 węzłów. Autonomiczność okrętu wynosiła 6 dób.
Na uzbrojenie artyleryjskie okrętu składały się dwa pojedyncze działa kalibru 120 mm Armstrong L/40 i cztery pojedyncze 3-funtowe działa kal. 47 mm Hotchkiss M1885 L/40 . Broń torpedową stanowiły trzy pojedyncze wyrzutnie kal. 450 mm (18 cali): jedna stała na dziobie i dwie obracalne na pokładzie 
Kanonierka miała stalowy pancerz pokładowy o grubości 1 cala (25,4 mm) oraz opancerzoną wieżę dowodzenia, także o grubości 1 cala.

## Służba
Okręt został przyjęty w skład Armada de Chile w 1896 roku . W 1907 roku kanonierka została sprzedana Ekwadorowi, gdzie wszedł do służby pod nazwą „Libertador Bolivar”. W momencie zakupu prędkość okrętu nie przekraczała 19 węzłów, a w okresie I wojny światowej zmalała ona do 17 węzłów . Jednostkę wycofano ze służby w 1932 roku i następnie złomowano .